# Carrizo Springs
Carrizo Springs is een plaats (city) in de Amerikaanse staat Texas, en valt bestuurlijk gezien onder Dimmit County.

## Demografie
Bij de volkstelling in 2000 werd het aantal inwoners vastgesteld op 5655.
In 2006 is het aantal inwoners door het United States Census Bureau geschat op 5682, een stijging van 27 (0,5%).

## Geografie
Volgens het United States Census Bureau beslaat de plaats een oppervlakte van
8,1 km², geheel bestaande uit land.

## Plaatsen in de nabije omgeving
De onderstaande figuur toont nabijgelegen plaatsen in een straal van 24 km rond Carrizo Springs.